# Видатні особистості України (серія монет)
|                                                   |  |  |
| Перша монета серії - Богдан Хмельницький (монета) |  |  |

Видатні особистості України — серія ювілейних та пам'ятних монет, започаткована Національним банком України у 1996 році.

## Монети в серії
У серію включені зокрема такі монети:
| - Ювілейні монети «Леся Українка» - Ювілейні монети «Богдан Хмельницький» - Пам'ятна монета «Григорій Сковорода» - Ювілейні монети «Михайло Грушевський» (1996) - Ювілейна монета «Петро Могила» - Пам'ятна монета «Т. Г. Шевченко» - Ювілейна монета «Юрій Кондратюк» - Ювілейна монета «Соломія Крушельницька» - Ювілейна монета «Володимир Сосюра» - Ювілейна монета «Панас Мирний» - Пам'ятна монета «Анатолій Солов'яненко» - Ювілейна монета «Іван Козловський» - Ювілейна монета «Вікентій Хвойка» - Пам'ятна монета «Олесь Гончар» - Ювілейна монета «Катерина Білокур» - Ювілейна монета «Михайло Остроградський» - Ювілейна монета «Михайло Драгоманов» - Ювілейна монета «200 років Володимиру Далю» - Ювілейна монета «Микола Лисенко» - Ювілейна монета «Леонід Глібов» - Пам'ятна монета «В'ячеслав Чорновіл» - Ювілейна монета «Володимир Вернадський» - Ювілейна монета «Володимир Короленко» - Ювілейна монета «Борис Гмиря» - Ювілейна монета «Остап Вересай» - Ювілейна монета «Василь Сухомлинський» - Ювілейна монета «Андрій Малишко» - Ювілейна монета «Серж Лифар» - Ювілейна монета «Марія Заньковецька» - Ювілейна монета «Олександр Довженко» - Ювілейна монета «Микола Бажан» - Ювілейна монета «Юрій Федькович» - Ювілейна монета «Михайло Максимович» - Ювілейна монета «Михайло Коцюбинський» | - Ювілейна монета «Михайло Дерегус» - Ювілейна монета «Борис Лятошинський» - Ювілейна монета «Володимир Філатов» - Ювілейна монета «Улас Самчук» - Ювілейна монета «Павло Вірський» - Ювілейна монета «Максим Рильський» - Ювілейна монета «Сергій Всехсвятський» - Ювілейна монета «Олександр Корнійчук» - Ювілейна монета «Дмитро Яворницький» - Ювілейна монета «Володимир Винниченко» - Ювілейна монета «Всеволод Голубович» - Ювілейна монета «Олексій Алчевський» - Ювілейна монета «Ілля Мечников» - Ювілейна монета «Олег Антонов» - Ювілейна монета «Георгій Нарбут» - Ювілейна монета «В'ячеслав Прокопович» - Ювілейна монета «Микола Стражеско» - Ювілейна монета «Микола Василенко» - Ювілейна монета «Володимир Чехівський» - Ювілейні монети «Іван Франко» - Ювілейні монети «Дмитро Луценко» - Ювілейні монети «Михайло Грушевський» (2006) - Ювілейна монета «Михайло Лисенко» - Ювілейна монета «Сергій Остапенко» - Ювілейна монета «Сергій Корольов» - Ювілейна монета «Лесь Курбас» - Ювілейна монета «Олександр Ляпунов» - Ювілейна монета «Іван Огієнко» - Ювілейна монета «Олег Ольжич» - Ювілейна монета «Олена Теліга» - Ювілейна монета «Іван Багряний» - Ювілейна монета «Петро Григоренко» - Ювілейна монета «Василь Стус» - Ювілейна монета «Лев Ландау» | - Ювілейна монета «Сидір Голубович» - Ювілейна монета «Євген Петрушевич» - Ювілейна монета «Роман Шухевич» - Ювілейна монета «Георгій Вороний» - Ювілейна монета «Наталія Ужвій» - Ювілейна монета «Григорій Квітка-Основ'яненко» - Пам'ятна монета «Василь Симоненко» - Ювілейна монета «Марія Примаченко» - Ювілейна монета «Павло Чубинський» - Ювілейна монета «Микола Гоголь» - Ювілейна монета «Шолом-Алейхем» - Ювілейна монета «Андрій Лівицький» - Ювілейна монета «Борис Мартос» - Ювілейна монета «Симон Петлюра» - Ювілейна монета «Ігор Сікорський» - Ювілейна монета «Микола Боголюбов» - Ювілейна монета «Іван Котляревський» - Ювілейна монета «Володимир Івасюк» - Ювілейна монета «Богдан-Ігор Антонич» - Ювілейна монета «Кость Левицький» - Пам'ятна монета «Іван Пулюй» - Пам'ятна монета «Євген Патон» - Пам'ятна монета «Оксана Петрусенко» - Пам'ятна монета «Микола Пирогов» - Пам'ятна монета «Іван Кожедуб» - Пам'ятна монета «Іоанн Георг Пінзель» - Пам'ятна монета «Іван Федоров» - Пам'ятна монета «Павло Тичина» - Пам'ятна монета «Георгій Береговий» - Пам'ятна монета «Олександр Богомолець» - Пам'ятна монета «Михайло Янгель» - Пам'ятна монета «Чайка Дніпрова» - Пам'ятна монета «Борис Грінченко» - Пам'ятна монета «Микола Амосов» - Пам'ятна монета «Тетяна Яблонська» |